# باو بريكهيل (باكينجهامشير)
باو بريكهيل (بالإنجليزية: Bow Brickhill)‏ هي قرية وأبرشية مدنية تقع في المملكة المتحدة في إنجلترا. يقدر عدد سكانها بـ 562 نسمة .